# As Palavras
Les Mots, na edição em português As palavras, é o título de uma autobiografia publicada por Jean-Paul Sartre em 1964. A história cobre sua infância dos 4 aos 11 anos e encontra-se dividida em duas partes: « Ler » e « Escrever ».
O título previsto inicialmente era Jean sans terre (João sem terra) por causa do jogo de palavras, mas também como referência a João da Inglaterra, sem herança.
Foi publicado em 2024 pela Livros do Brasil numa tradução de Diogo Paiva (176 p.).

## Apresentação e estrutura da obra
O texto é dividido em duas partes aproximadamente equivalentes intituladas « Ler » e « Escrever ». Ao mesmo tempo, segundo Philippe Lejeune, estas duas não são mais que uma fachada e não revelam a progressão cronológica da obra. Ele considera que o texto deve ser dividido em cinco partes que ele denominou de « atos ».
- O primeiro ato apresenta em ordem cronológica a pré-história da criança traçando-lhe as origens familiares.
- O segundo ato evoca as diferentes comédias jogadas por Sartre sob a influência de seus pais ao se fechar num mundo imaginário.
- O terceiro ato é a tomada de consciência de sua impostura, sua contingência, seu medo da morte e feiura.
- O quarto ato apresenta o desenvolvimento de uma nova fase, na qual Sartre assume diversas posturas de escritor.
- O quinto ato evoca a loucura de Sartre, que ele considera como a fonte de seu dinamismo e também o anúncio de um segundo livro que ele acaba por não escrever.

## Análise e comentários
O primeiro título pensado por Jean-Paul Sartre foi Jean sans terre (João sem terra), que deve ser compreendido segundo Jean-Bertrand Pontalis como Jean sans père (João sem pai), e seu projeto era o de revisitar sua infância pequeno-burguesa que o havia programado para ser um homem de letras ao passo que nenhum livro se compara às desventuras dos homens reais. É para demitificar a escrita, considerada agora como uma parte da ideologia burguesa, que ele passa a ajustar as contas com a criança rei e bricalhona que sua família - e em particular sua mãe e seu avô Charles Schweitzer - haviam fabricado. Nascido «filho de um morto», de uma mãe privada de seus direitos e de um avô autoritário, ele descreve como ele fez um « comédia de adultos » durante sua infância : « J'étais un polichinelle, un pasquin, un grimacier » (Eu era um polichinelo, um bufão, um comediante).
Como toda autobiografia, o autor gera uma revelação orientada ao buscar ilustrar sua tese manejando com facilidade a auto-ironia. Mas ele se utiliza de uma encenação da criança que ele diz ter sido; esta recriação de sua infância possui de fato erros cronológicos e escolhas revelantes como o demonstra a biografia detalhada estabelecida por Annie Cohen-Solal. Sartre ao recontar sua própria história misturou com ela a história de sua época.

## Extensão
Esta obra onde se distancia da escrita foi, um pouco paradoxalmente, bastante trabalhada pelo autor e foi considerada quase que unanimemente como um êxito literário. Esta autobiografia constitui de fato o adeus brilhante de Jean-Paul Sartre à literatura. Em novembro do mesmo ano de 1964, ele recusará o Prêmio Nobel de Literatura atribuido ao escritor francês Jean-Paul Sartre por sua obra que, pelo espírito da liberdade e da busca da verdade da qual ela é testemunha, exerceu uma vasta influência sobre nossa época. Segundo ele esta recusa deveu-se ao fato de que ninguém merece a glória de seus vivos; e sobretudo, fiel à sua liberdade, ele não queria depender de qualquer instituição, desejando manter-se independente.